# FCバルチカ・カリーニングラード
FCバルチカ・カリーニングラード（FC Baltika Kaliningrad (ロシア語: Акционерное Общество «Футбольный клуб «Балтика»)）は、ロシア・カリーニングラードにホームを置くサッカークラブである。

## 歴史
1954年12月22日にピシチェヴィク（Пищевик, Pishchevik）として創設され、1958年にバルチカ（Балтика, Baltika）に改称された。
1957年からソビエトリーグに参加するようになり、クラスB（1957-1965）、クラスA・グループ2（1966-1970）、セカンドリーグ（1971-1991）に所属した。1984年の地域グループトーナメント優勝が最高成績である。
1992年にロシア・セカンドディビジョン（3部）に編入され、地域トーナメントに優勝してファーストディビジョン（2部）昇格を決めた。1993年に4位、1994年に3位となったあと、1995年に同ディビジョンに優勝した。トップディビジョン昇格初年度の1996年にはクラブ史上最高の7位という成績を残した。トップディビジョンで3シーズンを過ごし、1998年に降格した。1998年はインタートトカップに参加し、3回戦に進んだ。
その後は、セカンドディビジョンに降格していた2002年と2005年を除き、おおむねファーストディビジョンに留まっている。
2022-2023シーズンのファースト・ディビジョンを2位で終えプレミアリーグへ昇格するも、翌2023-2024シーズンは15位で終え1年で降格となった。一方でロシア・カップでは躍進を続け、決勝に進出。決勝戦ではFCゼニト・サンクトペテルブルクとの対戦となり、試合終盤までリードする展開だったが、その後立て続けに失点し敗れ準優勝となった。
2024-2025シーズンのファースト・ディビジョンを2位で終え、プレミアリーグ昇格を決めた。

## タイトル

### 国内タイトル
なし

### 国際タイトル
なし

## 過去の成績
| シーズン | ディビジョン                   | ディビジョン | ディビジョン | ディビジョン | ディビジョン | ディビジョン | ディビジョン | ディビジョン | ディビジョン | ロシア・カップ |
| シーズン | リーグ                         | 順位         | 試           | 勝           | 分           | 敗           | 得           | 失           | 点           | ロシア・カップ |
| -------- | ------------------------------ | ------------ | ------------ | ------------ | ------------ | ------------ | ------------ | ------------ | ------------ | -------------- |
| 2006     | ナショナル・フットボールリーグ | 14位         | 42           | 14           | 13           | 15           | 41           | 56           | 55           |                |
| 2007     | ナショナル・フットボールリーグ | 15位         | 42           | 14           | 12           | 16           | 53           | 49           | 54           | ベスト32       |
| 2008     | ナショナル・フットボールリーグ | 7位          | 42           | 17           | 14           | 11           | 43           | 34           | 65           | 6回戦敗退      |
| 2009     | ナショナル・フットボールリーグ | 9位          | 38           | 14           | 10           | 14           | 41           | 42           | 52           | ベスト16       |
| 2010     | ナショナル・フットボールリーグ | 15位         | 38           | 11           | 10           | 17           | 38           | 47           | 43           | 5回戦敗退      |
| 2011-12  | ナショナル・フットボールリーグ | 15位         | 48           | 14           | 17           | 17           | 42           | 54           | 59           | 5回戦敗退      |
| 2012-13  | ナショナル・フットボールリーグ | 5位          | 32           | 14           | 8            | 10           | 40           | 33           | 50           | ベスト32       |
| 2013-14  | ナショナル・フットボールリーグ | 9位          | 36           | 14           | 12           | 10           | 39           | 31           | 54           | 4回戦敗退      |
| 2014-15  | ナショナル・フットボールリーグ | 15位         | 34           | 8            | 13           | 13           | 25           | 37           | 37           | ベスト32       |
| 2015-16  | ナショナル・フットボールリーグ | 17位         | 38           | 11           | 11           | 16           | 37           | 47           | 44           | 4回戦敗退      |
| 2016-17  | ナショナル・フットボールリーグ | 14位         | 38           | 9            | 15           | 14           | 25           | 35           | 42           | 4回戦敗退      |
| 2017-18  | ナショナル・フットボールリーグ | 5位          | 38           | 19           | 7            | 12           | 44           | 35           | 64           |                |
| 2018-19  | ナショナル・フットボールリーグ | 16位         | 38           | 10           | 12           | 16           | 38           | 52           | 42           |                |
| 2019-20  | ナショナル・フットボールリーグ | 6位          | 27           | 12           | 7            | 8            | 34           | 23           | 43           |                |
| 2020-21  | ナショナル・フットボールリーグ | 5位          | 42           | 22           | 7            | 13           | 49           | 35           | 73           |                |
| 2021-22  | ナショナル・フットボールリーグ | 10位         | 38           | 14           | 16           | 8            | 51           | 30           | 58           |                |
| 2022-23  | ナショナル・フットボールリーグ | 2位          | 34           | 18           | 13           | 3            | 56           | 30           | 67           |                |

## 歴代監督
- イーゴリ・チェレフチェンコ 2017-2018
- アンドレイ・タララエフ 2024-

## 歴代所属選手
- マクシム・シャツキフ 1999
- パヴェル・ポグレブニャク 2003
- / ロベルト・ゼベリャン 2008